# Duelo (banda)
Duelo es una agrupación de música norteña de Roma, Texas, Estados Unidos. La banda, también conocida como Grupo Duelo, fue originalmente llamada Duelo Norteño.

## Historia
La banda fue formada en 1996 por el vocalista Óscar Iván Treviño y el acordeonista Dimas López, quienes sumaron a otros tres músicos y decidieron llamarse Duelo. Sin embargo, entre 1999 y 2002 modificaron su nombre a Duelo Norteño, bajo el cual lanzaron dos álbumes homónimos.
En 2002 la banda retomó su denominación original y lanzó "El amor no acaba". A este álbum le siguió "Desde Hoy", el cual fue nominado en 2004 a un premio Billboard en la categoría de “Álbum del Año Regional Mexicano”. En 2007 la banda recibió una nueva nominación a un premio Billboard, esta vez en la categoría "Mejor Tema Regional Mexicano", por su canción "Te Compro", incluida en el álbum “Relaciones Conflictivas”, de 2006. Esta canción le permitió además al álbum obtener el primer lugar en las listas Spanish Regional Mexican y Latin Regional Mexican Airplay de la revista Billboard.
El sonido del grupo está tradicionalmente ligado a las baladas rancheras, aunque en álbumes como "Historias de valientes" incursionan en los corridos, y más tarde en "Navidad desde el meritito norte" en los villancicos navideños.

## Discografía

### Álbumes de estudio
Como Duelo Norteño
- Si acaso me escuchas (1998) (álbum debut)
- Duelo Norteño (1999) (este álbum y su sucesor contienen canciones de "Si acaso me escuchas" más temas inéditos)
- Duelo Norteño II (1999)

como Duelo

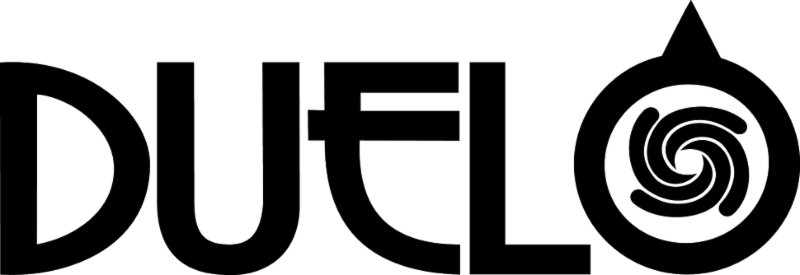
Logotipo de la banda usado desde 2002, hasta la fecha

- El amor no acaba (2002) (primer disco en Fonovisa Records)
- Desde Hoy (2003)
- Para Sobrevivir (2004)
- En El Área De Sueños (2005)
- Relaciones Conflictivas (2006)
- En Las Manos De Un Ángel (2007)
- Historias De Valientes (2008)
- Necesito Más De Ti (2009)
- Solamente Tú (2010)
- Por una mujer bonita: Corridos y Canciones (2010)
- Vuela Muy Alto (2011) (último disco en Fonovisa Records)
- Libre Por Naturaleza (2013) (primer disco en La Bonita Music)
- Navidad desde el meritito Norte (2014)
- Veneno (2015)
- Desde casa en concierto y canciones desempolvadas (2020) (únicamente con Oscar Iván Treviño y a dueto con Intocable)[4]
- Eres Vida (2020)
- No Digas No (2022)
- Nostalgia Vol. 1 (finales de 2022)[5]
- Evítame La Pena (2023)
- Nostalgia Tesoros De Mi Tierra, Vol. 2 (finales de 2023)
- La Última Batalla (abril 2024)[6]
- La Piel Tiene Memoria (septiembre 2024) [7]
- Mi Realidad (noviembre 2024) [8]
- Mi Realidad (versión acústica) (diciembre 2024)[9]

### Recopilación y álbumes en vivo
- Mi historia musical (2004)
- En Vivo Desde Monterrey (2005) (álbum en vivo)
- ¡Rodeo de Houston en vivo! (2008) (álbum en vivo)
- Éxitos en solitario (2008)
- On Tour (2009) (álbum en vivo)
- Vive Grupero 2010: El Concierto (2010) (álbum en vivo)
- 20 Kilates (2014)

## Miembros
- Óscar Iván Treviño - Primera voz, compositor y bajo sexto (2002-presente)
- Dimas López Jr - Acordeón (2002-presente)
- Pedro Flores "Chino"- Bajo y segunda voz (2007-presente)
- José Francisco Hernández "Pakito"- Bajo sexto (2016-presente)
- David Badillo- Animación y ritmos (2013-presente)
- Iván Torres- Batería (2014-presente)
- Andrés Pruneda "Andy"- Percusiones (2015-presente) ex La Firma
- Antonio Rubio “el bacalao” González- acordeón

## Exmiembros
- Christian Rivera - Bajo y segunda voz (2002-2009)
- Juan Barrera - Batería (2002-2007)
- José Luis Ayala, Jr. - Batería (2007-2014)
- Ángel Mario Peña - Animación y ritmos (2007-2013)
- Mauricio Cano - Percusiones (2007-2015)
- Luis José Guerra "Simi" - Animación, ritmos y segunda voz (2002-2006)
- Édgar Rodríguez - Percusiones (2002-2007)
- Horlando Díaz - Animación y segunda voz (2006-2007)
- Héctor Izaguirre - Bajo Eléctrico (supliendo a Pedro Flores tras un accidente de tránsito) (2024)